# C'est beau une ville la nuit (film)
Pour les articles homonymes, voir C'est beau une ville la nuit.
Pour plus de détails, voir Fiche technique et Distribution.
C'est beau une ville la nuit est un film français réalisé par Richard Bohringer sorti en 2006.

## Synopsis
Le film est tiré du livre de Richard Bohringer, une autobiographie mélangeant réalité et imaginaire, Afrique et voyages, drogue et alcool, acteur et musicien, famille et amours, Richard se dévoile.

## Fiche technique
- Titre : C'est beau une ville la nuit
- Réalisation : Richard Bohringer
- Scénario : Gabor Rassov d'après le roman de Richard Bohringer
- Production : Richard Bohringer, Claude Léger, Marco Pacchioni
- Musique : Richard Bohringer, Olivier Monteils, Bertrand Richard
- Photographie : Dominique Brenguier
- Montage : Yves Langlois
- Décors : Pierre Allard, Robert Voisin
- Costumes : Céline El Mazouzi
- Pays de production :  France,  Canada
- Genre : drame, musical
- Durée : 90 minutes
- Format : couleur
- Dates de sortie : 
  - France : 8 novembre 2006
  - Belgique : 15 novembre 2006

## Distribution
- Richard Bohringer : Richard
- Romane Bohringer : Romane
- Robinson Stévenin : Paulo
- François Négret : Richard jeune
- Luc Thuillier : Rolland
- Bertrand Richard : Bertrand
- Jacques Spiesser : Le manager
- Farid Chopel : Le Berbère aveugle
- Daniel Duval : Le flic
- Rémi Martin : L'homme au café
- Annie Girardot : La grand-mère
- Annie Cordy : La mamie HLM
- Olivier Monteils : Olivier
- Pierre Marie : Pierre
- Arnaud Frankfurt : Arnaud
- Philippe Hervouet : Le pianiste
- Sonia Rolland : La danseuse transsexuelle
- Gabrielle Lazure : Régine
- Christian Morin : Le mari de Régine
- Slim Williams : Le grand Black
- Stanislas Crevillén : Le beau garçon
- Paul Personne : Lui-même
- Raphaël Poulain
- Laurent Zimmermann
- Kader Ayd : joueur dans le bar
- Christine Honrado : Fille dans le bar
- Mariah Inger
- Nicolas Tronc : Le cycliste
- Christel Wallois
- Fanny Bastien : Une fille à l'hôtel (à 33 min 53 s)

## Autour du film
Le titre du film est aussi :
- le livre dont est issu le film écrit par Richard Bohringer sorti en 1989
- un album de musique de Richard Bohringer, sorti en 2002